# كاساندرا ماجراث
كاساندرا ماجراث (بالإنجليزية: Cassandra Magrath)‏ هي ممثلة أسترالية، ولدت في 8 يناير 1981 بملبورن في أستراليا.

## أعمال

### أفلام
- (2005) خليج الذئب[4]

## وصلات خارجية
- كاساندرا ماجراث على موقع IMDb (الإنجليزية)
- كاساندرا ماجراث على موقع قاعدة بيانات الفيلم (الإنجليزية)